# Antonio Nicoletti
Antonio Nicoletti (Bari, 22 febbraio 1974) è un politico e urbanista italiano, sindaco di Matera dal 2025.

## Biografia
Dopo la laurea in ingegneria al Politecnico di Bari e un dottorato di ricerca in urbanistica alla Federico II di Napoli, Nicoletti comincia la sua carriera professionale nella progettazione strategica del territorio lucano e nel potenziamento delle risorse ambientali e delle attività culturali e turistiche della regione.

### Attività professionale
Dall'agosto 2015 al dicembre 2019, è stato dirigente per il comune di Matera, con competenze relative all'innovazione urbana, alla programmazione strategica e alla gestione dei finanziamenti legati alla Capitale europea della cultura dell'anno 2019.
Da dicembre 2019 a gennaio 2025, poco prima della sua candidatura a sindaco, è stato Direttore Generale dell'Agenzia di Promozione Territoriale (APT) della Basilicata, ruolo nel quale ha introdotto, nel settore del turismo lucano, linguaggi narrativi di metamedium contemporanei come fumetti e videogiochi, e strumenti come l'Intelligenza artificiale e la realtà virtuale aumentata.
In aggiunta all'attività manageriale, è stato docente a contratto presso l'Università degli Studi della Basilicata ed è docente presso la Libera Università Mediterranea nelle discipline del marketing e della cultura applicate alla progettazione e gestione urbana.

### Sindaco di Matera
In occasione delle elezioni comunali del 2025, anticipate di un anno a seguito della decadenza del consiglio comunale, Nicoletti diventa il candidato ufficiale della coalizione di centro-destra per la carica di sindaco di Matera, sostenuto da Fratelli d'Italia, da Forza Italia, dall'Unione di Centro dell'ex-sindaco Francesco Saverio Acito e varie liste civiche.
Dopo essersi classificato in seconda posizione al primo turno con il 36,98% dei voti, ribalta l'esito al ballottaggio ottenendo il 51,31% dei voti, risultando eletto sindaco, malgrado le liste a suo sostegno risultano essere in minoranza in consiglio comunale, portando ad una situazione di cosiddetta anatra zoppa.